# Aedes homoeopus
Aedes homoeopus är en tvåvingeart som beskrevs av Dyar 1922. Aedes homoeopus ingår i släktet Aedes och familjen stickmyggor. Inga underarter finns listade i Catalogue of Life.